# 孫晉 (天啓進士)
孫晉（1604年—1671年），字明卿，號鲁山，南直隸安庆府桐城人。明朝政治人物。

## 生平
少孤，爲童子時即受知于同邑左光斗，妻以兄女。天啓五年（1625年）登乙丑科進士，初為南樂縣知縣，歴政三載，政績卓著，調繁滑县，擢授工科给事中，首劾權相温体仁，被谪。体仁败，复起为给谏。累迁大理寺卿，特疏出刘宗周、金光辰于狱，荐史可法于吏部。总兵黄得功被逮，疏请释之，得出鎮鳳陽。寻以兵部侍郞总督宣大，越二年以疾乞归。甲申京师陷，马士英拥立福王，视孫晉爲東林黨魁，迺仓皇奉母，避居浙江仙居，因自号馀菴，又曰遯翁。筑室龙眠山，率子弟读书其中。年六十八卒。刊有《東甌》、《黄山》、《庐山》、《曹溪》、《南岳》諸集，居家事母汪太淑人以孝，教子若孫以嚴。子孫中麟、孫中彖，一爲順治甲午舉人，一爲順治乙未進士。里人稱爲孝節先生。